# Colliers Wood
Colliers Wood is een wijk in het Londense bestuurlijke gebied Merton, in de regio Groot-Londen.